# 神坂一
神坂 一（かんざか はじめ、1964年7月17日 -）は、日本のライトノベル作家。男性。ファンタジー・SF作品を主に執筆している。兵庫県朝来市出身。

## 来歴
芦屋芸術学院（現在の専門学校アートカレッジ神戸）を卒業後、サラリーマンをしていたが、発作的に『第1回ファンタジア長編小説大賞』に応募し、のちの『スレイヤーズ』シリーズの第1作となる『スレイヤーズ!』が準入選した（1989年結果発表）。当時、自宅に電話を引いてなかったため受賞連絡は電報のようにカタカナで書かれた速達郵便で知らされた。同年『白魔術都市の王子』の『月刊ドラゴンマガジン』（富士見書房）掲載で作家デビューとなる。以来、ヤングアダルト（現在はライトノベル）の分野で小説家として活動している。
ライトノベルの黎明期は、他業種で経験を積んだライターが呼ばれてきて作品を書くのが主流だったが、次第に新人賞出身の生え抜きライトノベル作家が登場するようになっていくことになり、神坂一はその先駆けだった。その後、自らの受賞歴もある新人賞のファンタジア長編小説大賞の第8 - 20回にかけては最終選考委員も務めた。
後に、会社を退社し専業作家となった。著者の作品の内で大ヒットを記録した『スレイヤーズ』シリーズは、代表作の本編が2000年に一旦完結し、一話完結形式で進む短編は2011年まで発行された。その後、本編は2018年に第16巻『アテッサの邂逅』を発売する形で18年ぶりに再開された。
角川スニーカー文庫からもSF・ファンタジー小説を出し読者層を広げ、『スレイヤーズ』が放映中の90年代後半には長者番付の作家部門で上位だった。また、キャラクターデザイナーであるイラストレーターとは印税支払い方式がとられていた。

## 人物
- 以前は日本SF作家クラブ会員で[7]、同団体が一般社団法人化になるまで在籍していた[8]。SF好きで、初めて発表したSFシリーズである『ロスト・ユニバース』4巻で、実際に衛星軌道上から惑星に攻撃を仕掛けている。
- また、ガンプラ好きでもあり、各作品のあとがきではアニメ『機動戦士ガンダム』の有名な台詞（ビグ・ザムの戦果を見た、ドズル・ザビの台詞など）やシチュエーションを引用していることが多い。『スター・ウォーズ・シリーズ』のファン[注 1]でもある。
- 同じファンタジア文庫作家の秋田禎信と交流がある。雑誌上の企画で『スレイヤーズ』と『魔術士オーフェン』はコラボレーションを果たし書籍化されている。
- 自他共に認める猫好きである。趣味は近所の野良猫を探しながらの散歩。
- 無類の妖怪好きとしても知られている。好きな妖怪はバックベアード。水木しげるロードの妖怪オブジェ（1体100万円）スポンサー募集に個人で3体を寄贈した[9]。寄贈したのは竹切狸、さがり、方相氏。
- 自身でも趣味でイラストを手がけ、公認ファンクラブの会報で自らデザインした「L様」を表紙に描くなどしている。
- ファンレターの返信に自身によるイラスト入り年賀状を送っている。当初は個別にコメントを添えていたが、増えてきたところで物理的に無理になった。文庫中での人気投票を行った年には一万枚のはがきで部屋が埋まる量だったが、個人で始めた企画だったため編集部の手は介さず実家からきた妹と作業が行われたこともある[10]。
- 『ファンロード』1995年10月号での「スレイヤーズ特集」にて、原作者であるものの、イラストレーターのあらいずみるい及びそのアシスタントと3人共同での合作イラストハガキを投稿し、一般読者の投稿と同じ扱いで掲載された。

神坂一が寄贈した 竹切狸
神坂一が寄贈した さがり
神坂一が寄贈した 方相氏

## 作品リスト
富士見ファンタジア文庫
- スレイヤーズシリーズ（イラスト：あらいずみるい） 
  - スレイヤーズ本編 既刊17巻 （2008年に新装版発売）
  - スレイヤーズ すぺしゃる 全30巻（本編開始前を描いた外伝）
  - スレイヤーズ すまっしゅ。 全5巻（番外編）
  - スレイヤーズ せれくと 全5巻（スレイヤーズすぺしゃるからの傑作選）
  - スレイヤーズ25周年あんそろじー（神坂を含めた6人の作家によるアンソロジー。『スレイヤーズいんたーみっしょん リナ＝インバースの記録』収録）
- ロスト・ユニバース 全5巻（イラスト：義仲翔子）
- クロスカディア 全6巻（イラスト：谷口ヨシタカ）
- アビスゲート 既刊3巻（イラスト：芳住和之）

1. 2007年10月、ISBN 978-4-8291-1969-3
2. 2008年6月、ISBN 978-4-8291-3279-1
3. 2010年9月、ISBN 978-4-8291-3564-8

- 突撃アンソロジー小説創るぜ！（2004年4月、ISBN 978-4-8291-1602-9、イラスト：ひろやまひろし、アンソロジー。『あしたの大魔王』収録）

角川スニーカー文庫
- 日帰りクエスト 全4巻（イラスト：鈴木雅久）
- 闇の運命を背負う者 全3巻（イラスト：木村明広）

1. 1996年10月、ISBN 978-4-04-414605-4
2. 1997年10月、ISBN 978-4-04-414606-1
3. 1999年3月、ISBN 978-4-04-414608-5

- O・P・ハンター（1998年11月、ISBN 978-4-04-414607-8、イラスト：吉崎観音他）
- トラブルシューター シェリフスターズ 全9巻（イラスト：光吉賢司）

1. 2000年1月、ISBN 978-4-04-414609-2
2. 2000年8月、ISBN 978-4-04-414610-8
3. 2001年2月、ISBN 978-4-04-414611-5
4. 2001年7月、ISBN 978-4-04-414612-2
5. 2002年1月、ISBN 978-4-04-414613-9
6. 2002年7月、ISBN 978-4-04-414614-6
7. 2003年1月、ISBN 978-4-04-414615-3
8. 2003年9月、ISBN 978-4-04-414616-0
9. 2004年2月、ISBN 978-4-04-414617-7

- DOORS 全2巻（イラスト：岸和田ロビン）

角川mini文庫
- スレイヤーズでりしゃす 全4巻（文庫の廃止以降は「スレイヤーズすぺしゃる」内に移動する形で収録）

TO文庫
- 妖怪半分 学生半分（2014年9月、ISBN 978-4-86472-289-6、イラスト：けーしん）

文春文庫
- 人工知能の見る夢は AIショートショート集（2017年5月、ISBN 978-4-16-790850-8、アンソロジー。『人工知能は闇の炎の幻を見るか』収録）

単行本
- ザ・ファンタジー〈3〉（1994年2月、ISBN 978-4-04-782408-9、角川書店、イラスト：こやま基夫、アンソロジー。『風の吹くまま』収録。「O・P・ハンター」に再録された）
- O・P・ハンター（1995年9月、角川書店、ISBN 978-4-04-787008-6、イラスト：前崎彬他）
- 神坂一これくしょん 全2巻（角川書店。東田寛子作画による「O・P・ハンター」などのコミカライズ）

1. 1996年7月、ISBN 978-4-04-852694-4
2. 1997年3月、ISBN 978-4-04-852784-2

- ガンダムNOVELS―閃光となった戦士たち（イラスト：新間大悟、アンソロジー。『ジャブローの大地に』収録）
- スレイヤーズVSオーフェン（2013年9月、ISBN 978-4-8291-7734-1、富士見書房、イラスト：あらいずみるい・草河遊也。秋田禎信との共著）
- メックタイタン ガジェット 巨甲闘士グランアース（2013年10月、ISBN 978-4-04-712930-6、富士見書房、イラスト：林啓太・林哲也。秋田禎信との競作企画の神坂版）
- 新たなる敵 はじめました（2015年5月、ISBN 978-4-04-070503-3、富士見書房、イラスト：やすも）
- 魔術士オーフェン アンソロジー（2019年12月、ISBN 978-4-86472-879-9、TOブックス、『魔術士オーフェン』のノベルアンソロジー。『少年と歯車様と老人と』収録）

雑誌掲載・単行本未収録
- クロスカディアワールドガイド（2003年、月刊ドラゴンマガジン掲載）
- 蹂躙者たちの街 前後編（2006年、月刊ノベルジャパン掲載)
- アビスゲート 望郷の淵（2007年、月刊ドラゴンマガジン掲載）

## 小説以外の作品
- 未来は来るのか作るのか（『未来力養成教室』日本SF作家クラブ/編、岩波ジュニア新書所収）